# Піхотна дивізія «Мерен»
Піхотна дивізія «Мерен» (нім. Infanterie-Division Mähren) — дивізія Вермахту, що існувала наприкінці Другої світової війни.

## Історія
Піхотна дивізія «Мерен» сформована 3 серпня 1944 року в ході 31-ї хвилі мобілізації на навчальному центрі Міловіце (нім. Truppenübungsplatz Milowitz) на території протекторату Богемії та Моравії, як «дивізія-тінь» (нім. Schatten-Division). 26 серпня 1944 року її підрозділи пішли на формування 565-ї фольксгренадерської дивізій Сухопутних військ.

## Райони бойових дій
- Німеччина (серпень 1944).